# Charles Montagu, 1.º Duque de Manchester
Charles Edward Montagu, 1.º Duque de Manchester (anteriormente 4.º Conde de Manchester) (c. 1662 – 20 de janeiro de 1722) foi um aristocrata e estadista britânico.

## Vida pregressa
Montagu nasceu c. 1662 na Casa Nobre de Montagu . Ele era o filho mais velho da ex-Anne Yelverton e Robert Montagu, 3.º Conde de Manchester. Entre seus irmãos estavam Lady Anne Montagu (esposa de James Howard, 3.º Conde de Suffolk) e os políticos Hon. Robert Montagu e Hon. Heneage Montagu, ambos parlamentares por Huntingdonshire. Após a morte de seu pai em 1683, sua mãe se casou com Charles Montagu, 1.º Conde de Halifax 
Seus avós paternos eram Edward Montagu, 2.º Conde de Manchester e sua segunda esposa Lady Anne Rich (filha de Robert Rich, 2.º Conde de Warwick ). Seus avós maternos eram Sir Christopher Yelverton, 1.º Baronete de Easton Maudit e Anne Twysden (filha de Sir William Twysden, 1.º Baronete ).
Ele foi educado no Trinity College, Cambridge, e sucedeu ao condado de seu pai em 1683. Simpatizando calorosamente com a revolução Whig de 1688, ele acompanhou William e Mary em sua coroação e lutou sob William em Boyne.

## Carreira
Em 1697, ele foi enviado como enviado a Veneza para tentar obter a libertação dos marinheiros britânicos, mas os venezianos não estavam dispostos a negociar. Em seu retorno em 1698, foi nomeado conselheiro privado . No ano seguinte, ele foi enviado como embaixador inglês na França, permanecendo lá até a eclosão da guerra em 1701. Ele foi então brevemente nomeado Secretário de Estado do Departamento do Sul, cargo que ocupou entre janeiro e maio de 1702. Ele então ficou fora do cargo até ser novamente enviado a Veneza, como embaixador, mas durante seu tempo lá em 1707 e 1708, essas negociações (para persuadir Veneza a aderir à Grande Aliança) foram novamente malsucedidas.
Em 1714, ele recebeu uma nomeação na casa de Jorge I, por quem em 28 de abril de 1719 foi criado Duque de Manchester.
Em 1719, ele era um dos principais assinantes da Royal Academy of Music, uma corporação que produzia óperas barrocas no palco.  Ele também serviu como Alto Administrador da Universidade de Cambridge de 1697 a 1722.

## Vida pessoal
Em 19 de fevereiro de 1690, Lorde Manchester casou-se com a Hon. Doddington Greville (1671–1720). Ela era filha de Robert Greville, 4.º Barão Brooke de Beauchamps Court e Anne (nascida Doddington) Greville (que se casou com Thomas Hoby após a morte de Lord Brooke em 1676). Juntos, eles foram pais de:
- Lady Doddington Montagu ( c. 1694 –1774), que morreu solteiro.[5]
- William Montagu, 2.º Duque de Manchester (1700–1739), que se casou com Lady Isabella Montagu, filha de John Montagu, 2.º Duque de Montagu e Lady Mary Churchill (a filha mais nova sobrevivente de John Churchill, 1.º Duque de Marlborough).[5]
- Lady Charlotte Montagu (1705–1759), que se casou com Pattee Byng, 2.º Visconde Torrington, o filho mais velho de George Byng, 1.º Visconde Torrington.[5]
- Robert Montagu, 3.º Duque de Manchester ( c. 1710 –1762), que se casou com Harriet Dunch, filha e co-herdeira de Edmund Dunch.[6]

Ele morreu em 20 de janeiro de 1722.